# Lidija Lipkowska
Lidija Jakowlewna Lipkowska, ros. Лидия Яковлевна Липковская (ur. 28 kwietnia 1884 we wsi Babkino w guberni besarabskiej, zm. 22 marca 1958 w Bejrucie) – rosyjska, a następnie emigracyjna artystka operowa, pedagog.

## Życiorys
Urodziła się pod nazwiskiem Marszner. Ukończyła gimnazjum w Kamieńcu Podolskim. Śpiewała w miejscowym chórze cerkiewnym. Od 14. roku życia uczestniczyła w koncertach. W 1901, po wyjściu za mąż, przybyła do Petersburga, gdzie po roku wstąpiła do miejscowego konserwatorium. W 1904 debiutowała w „Rigoletto” na scenie Opery Rosyjsko-Włoskiej. Po ukończeniu nauki podpisała 3-letni kontrakt z Teatrem Maryjskim. Występowała w słynnych operach „Rigoletto”, „Traviata”, czy „Romeo i Julia”. Miała też role w operetkach, jak „Wesoła wdówka”. W 1909 wyjechała do Włoch, występując w mediolańskiej „La Scali”, a następnie do Francji (Théâtre du Châtelet). Jesienią 1909 przybyła do USA, gdzie śpiewała w operach w Bostonie, Chicago i Nowym Jorku. Wiosną 1910 powróciła na występy do Europy. W kwietniu 1911 triumfalnie przyjechała z powrotem do Sankt Petersburga, ale już od maja tego roku ponownie występowała na europejskich scenach operowych. We wrześniu 1911. Podpisała kolejny 2-letni kontrakt z Teatrem Maryjskim. Po raz pierwszy wystąpiła na deskach Teatru Bolszoj w Moskwie. Od maja 1914 była artystką Petersburskiego Teatru Dramatu Muzycznego. W październiku 1916 nieskutecznie próbowała utworzyć w Sankt Petersburgu swój teatr. Od pocz. 1917 ponownie występowała jedynie w Europie. Odwiedziła też sceny operowe krajów Ameryki Południowej i Azji. W 1927 z Bukaresztu przybyła do Rosji Sowieckiej. Wystąpiła w Filharmonii Leningradzkiej i Teatrze Maryjskim. Następnie odbyła trasę koncertową po różnych miastach, kończąc ją wiosną 1928 w Leningradzie. Zimą 1928/1929 ponownie udała się na tournée. Ostatni koncert dała w 1936 w Kiszyniowie. Od 1937 kierowała katedrą śpiewu w miejscowym konserwatorium. Po ataku wojsk niemieckich na ZSRR 22 czerwca 1941, została ewakuowana wraz z personelem szkoły do Odessy. Podczas okupacji miasta pełniła funkcję dyrektora miejscowego konserwatorium. W 1944 wyjechała do Bukaresztu. Po wojnie kilka razy wąstąpiła na scenach rumuńskich. W 1952 wyemigrowała do Paryża. Ostatnie lata życia spędziła w Bejrucie.